# پورتسموث (ویرجینیا)
پورتسموث (به انگلیسی: Portsmouth) شهری در ایالت ویرجینیا کشور ایالات متحده آمریکا است که جمعیت آن در سرشماری سال ۲۰۱۰ میلادی، ۹۵٬۵۳۵ نفر بوده‌است.